# 內馬尼亞·馬克西莫維奇
尼曼查·馬斯莫域（發音：[němaɲa maksǐːmoʋitɕ]；1995年1月26日—），是一名塞爾維亞職業足球員，現時效力阿聯酋職業足球聯賽球隊沙比阿爾阿里和塞尔维亚国家足球隊。司職中场。

## 俱乐部生涯
马克西莫维奇早年曾代表贝尔格莱德红星青年队出战比赛。在参加完2013年欧洲U-19足球锦标赛后，他签约加盟斯诺文尼亚球队多姆扎勒，并在2013年10月18日多姆扎勒2比2战平扎夫尔奇的比赛当中完成了自己的职业联赛首秀。
2015年2月7日，马克西莫维奇加盟了哈萨克超球队阿斯塔纳，与球队签下2年6个月的合同。8月26日，在欧冠附加赛次回合，马克西莫维奇为客场作战的阿斯塔纳打入一球，帮助球队以2比1的总比分淘汰了塞浦路斯球队希腊人竞技。阿斯塔纳依靠他的这颗进球，成为历史上第一支杀入欧冠正赛的哈萨克斯坦球队。
2017年7月2日，馬克西莫維奇轉會至西班牙甲組足球聯賽球隊巴伦西亚，合約年期直至2022年。

## 国家队生涯
马克西莫维奇代表塞尔维亚U19参加了2013年欧洲U-19足球锦标赛并拿到了冠军。他随后继续代表塞尔维亚U20参加在新西兰进行的2015年国际足联U-20世界杯。在对阵巴西队的决赛的加时赛倒数第二分钟，马克西莫维奇打入绝杀进球，帮助塞尔维亚以2比1的比分取胜，捧起了独立以后的第一座国际足球赛事冠军奖杯。
马克西莫维奇在2016年3月23日塞尔维亚客场0:1不敌波兰的比赛当中完成了自己的国家队首秀。

## 荣誉

### 俱乐部
阿斯塔纳
- 哈萨克足球超级联赛冠军：2015、2016
- 哈萨克超级杯冠军：2015
- 哈薩克盃冠军：2016

### 国家队
塞爾維亞
- 欧洲U-19足球锦标赛冠军：2013年
- 国际足联U-20世界杯冠军：2015年